# Карякин, Сергей Николаевич
Сергей Николаевич Карякин (род. 5 января 1988, Куйбышев, СССР) — российский пятиборец. Чемпион мира в личном зачёте (2010), серебряный призёр чемпионата мира в эстафете (2009), чемпион мира среди юниоров (2008).

## Спортивная карьера
Сначала занимался плаванием, затем бегом. В 12 лет приехал на свой первый чемпионат России по двоеборью (плавание+бег) и выиграл. Через несколько лет попал в сборную и выиграл чемпионат Европы по троеборью. С этого момента решил заниматься профессионально и перешёл учиться в училище олимпийского резерва.
На первенстве мира среди юношей не старше 18 лет, проходившего в Италии, Сергей Карякин стал обладателем золотых медалей в эстафете и командных соревнованиях, а также бронзовым призёром в личном первенстве.

## Достижения

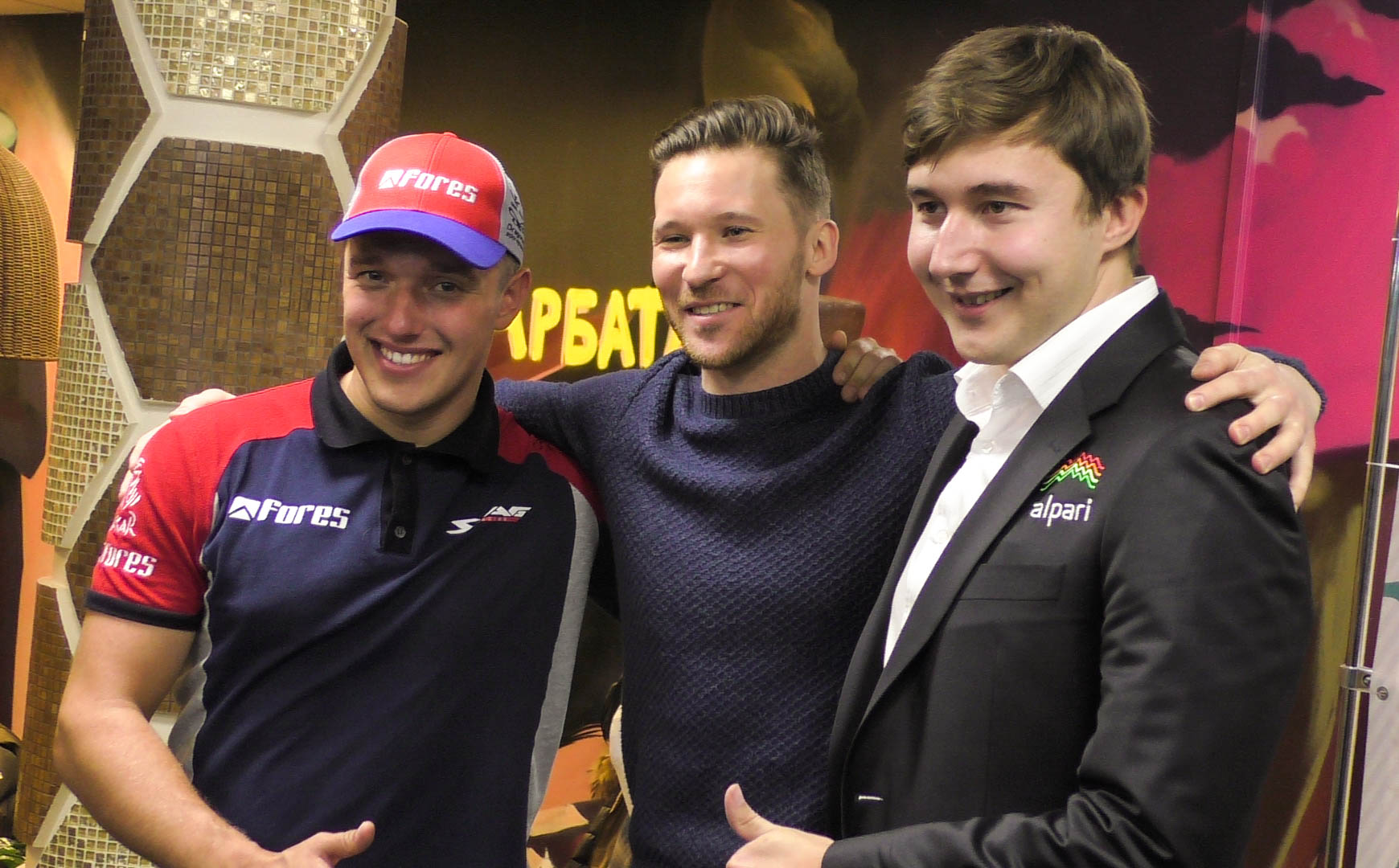
С тёзками-чемпионами: автогонщиком и шахматистом, 2017

- Двукратный чемпион мира среди юниоров в эстафете и в команде, бронзовый призёр в личном первенстве (2006).
- Серебряный призёр в эстафете на чемпионате мира (2009).
- Чемпион мира в личном первенстве (2010).
- Чемпион Европы в командных соревнованиях (2011).
- Вице-чемпион Европы в личном первенстве (2011).
- Победитель Всемирных военных игр в командном зачете (2015).

В 2010 году в китайском Чэнду стал чемпионом мира в личном зачёте. Сергей стал одним из двух спортсменов, которым удалось чисто пройти конкур и выйти в заключительный вид с лучшим результатом.
19 октября 2015 года министр обороны РФ, генерал армии Сергей Шойгу наградил победителя VI Всемирных военных игр в командном зачете лейтенанта Сергей Карякина медалью «За воинскую доблесть» II степени.

## Образование
- Самарский государственный экономический университет

## Семья
Женат на модели Юлии Харлапановой. Сын Степан (род. 28.07.2017).

## Награды и звания
- Заслуженный мастер спорта России[4]
- Мастер спорта России международного класса
- Медаль «За воинскую доблесть» II степени. (2015)